# Unitarisierung
Unter Unitarisierung versteht man, dass in einem Bundesstaat die Zentralgewalt gestärkt wird und der Bundesstaat insgesamt einheitlicher (unitarisch) wird.
Der Staatsrechtler Konrad Hesse führte 1962 in seiner Schrift Der unitarische Bundesstaat aus, dass die Kompetenzen der deutschen Bundesländer seit deren Wiedererrichtung nach dem Krieg zugunsten des Bundes abgebaut worden seien.
Mit dem Begriff Unitarisierung wird die Anstrengung beschrieben, eine Vereinheitlichung der rechtlichen Regelungen zu erreichen. Ziel ist die vom Grundgesetz geforderte „Angleichung der Lebensverhältnisse“. Der Grad der Unitarisierung beschreibt also Maß der tatsächlichen Vereinheitlichung innerhalb eines Staates. Der Begriff wird dahingehend abgegrenzt von dem inhaltlich ähnlichen Begriff der Zentralisierung, dass Zentralisierung die formale Entscheidungsbefugnis und Unitarisierung die tatsächliche Angleichung beschreibt. Legt zum Beispiel die Kultusministerkonferenz einheitliche Regelungen vor, liegt keine Zentralisierung vor (da die Entscheidungsträger weiterhin die Länder sind), wohl aber ein weiterer Schritt hin zu einer Unitarisierung, da eine Vereinheitlichung stattfindet.